# 박노갑
박노갑(朴魯甲(박로갑), 1905년 10월 27일~몰년(1985년 6월 2일 병사 추정) 미상)은 일제 시대의 소설가 겸 수필 작가인데, 1947년 절필 이후 사변이 한창이던 1951년 5월 29일, 장남(박기룡)과 함께 의문의 행불 후 1985년 6월 2일, 북의 수도 평양에서 병사한 것이 후일 2006년 3월 당시, 13차 남북 이산 가족 상봉 때 뒤늦게 밝혀지기도 했지만 여타 이견도 있다.
충청남도의 논산 출생이고, 본은 밀양(密陽)이며, 호(號)는 도촌(島村)이고, 한때 1928년 일본 도쿄 유학 시절에는 수필 작가로 활동함으로써 노갑(일본어: 盧甲 로고[*])이라는 필명(筆名)을 사용키도 했다.

## 학력
- 일본 도쿄 호세이 대학교 영어영문학과 학사(1932년 3월)

## 생애

### 문학 활동
1928년 11월, 일본 제국의 수도 도쿄에 유학하던 시절, 무산성 사회주의 문학 운동 관련 동인지에 노갑(盧甲)이라는 필명으로써 수필 작가로 입문한 그는 1932년 3월, 일본 도쿄 호세이 대학교의 문과 법문학부(영어영문학과)에서 학사 학위를 받았다. 1933년 〈조선중앙일보〉에 단편 《거절(안 해)》이라는 소설 작품을 발표하면서 등단했다. 이후 학예부 기자 등으로 특채되어 1933년부터 1934년까지는 신문사 〈조선중앙일보〉의 학예부 기자를, 1934년부터 1935년까지는 잡지사 〈삼천리〉의 학예부 기자를 각각으로 잠시나마 역임했고, 1936년 《춘보의 득실》, 1937년 《꿀》·《안사람(안해)》라는 소설 작품 등등 모두 농촌 사회 문제 등에 관련된 소설 작품을 발표하였으며, 1939년 《고양이》, 1940년 《이랑이》, 1945년 8·15 을유해방 이후 1946년 《사십년》이라는 소설 작품 등등 모두 일제강점기 시대의 도심지역의 순탄치 못한 현실적인 괴리감 등에 관련된 소설 작품을 발표하였다. 1941년 3월부터 1944년 3월까지 모교(경성휘문고보)의 국어 교사를 잠시 지내어 첫 교편을 잡았으며, 1945년 8월 15일, 을유광복(8·15 해방) 이후, 잠시나마 〈조선문학가동맹〉의 총무위원 등을 두달간 지내다가 그만두고, 1946년 3월부터 1947년 8월까지는 자신의 모교 선배인 소설가 계용묵(桂鎔默)이 당시의 부사장 직으로 있었던, 〔수선출판사〕의 학예부 차장을 지냈다.

### 절필 이후
1947년 11월 이후부터 사실상 절필 및 문단 은퇴 선언을 했고, 같은때부터 서울의 숙명여자고등학교에서 국어 교사 직으로 두번째 교편을 잡았으며, 당시 그의 밑에서 성장한 대표적인 제자로는, 소설가 박완서(朴婉緖)와 한말숙(韓末淑)이 있다.

### 6·25한국 전쟁이후 행방불명 관련 논란

#### 1950년 9월 29일 이후 북괴 부역 혐의 관련 경찰 피체설
1947년 11월 절필 이후 1950년 한국 전쟁 중에 서울 수복 직후인 1950년 9월 29일 당시에 재직하던 숙명여고 출근 후 부역 혐의로써 서울 종로경찰서에 피체되어 서울 마포구치소를 거쳐 서울 서대문형무소에 수감된 것까지는 확인되었다고 전해지지만 오히려 그 이후의 행적은 추적 불능임. 여러 증언 관련 상 1950년 10월 중순경(대략 1950년 10월 21일 전후)에 서울 서대문형무소에서 정치범 일괄 처형 당시 함께 총살된 것으로 추정된 설도 차라리 무시치는 못하는 이유가 된다고 한다.

#### 1951년 5월 29일 이후 인민군 피랍 및 북괴 납북설
1947년 11월에 은퇴(절필)한 이후 여학교 국어 교사로 봉직하다가, 6·25 전쟁이 한창 절정으로 진행 중인 때였던, 1951년 5월 29일 당시에 대한민국 수도 서울 소재 숙명여고에 출근했다가, 납북 국군 포로 출신이었던 첫째 아들 박기룡(朴妓竜,)과 함께 갑자기 납북되면서 의문의 행불(행방불명)이 되었는데, 그 이후 북에서의 활동은 자세히 알려져 있지 않으나, 1951년 5월 29일 행방불명된 그로부터 어언 55년 여가 지난 훗날인 2006년 3월, 제13차 남북 이산가족 상봉 당시에서부터 박노갑 작가의 병사(사망)가 뒤늦게나마 밝혀졌다. 2006년 3월 당시 76세였던 납북 55년차의 당시 북측의 평양 거주자 및 장남 박기룡(朴妓竜) 씨의 구술로써 밝혀져 이르기를, 북측의 박기룡 선생이 밝힌 바에 의하면 '어머님, 아버지가 지난 1980년 2월 1일에 평안남도의 평양특별시에서는 뇌경색과 당뇨로 쓰러져 인민 종합병원에 입원했고, 5년 4개월 후인 1985년 6월 2일 간암과 당뇨와 뇌졸중의 합병증으로 인해 하세하시어, 그렇게 이미 오래 이전이던 21년 전에 병으로 아버님은 향년 81세로 돌아가셨습니다.'라고 설명하자, 큰아들 박기룡 씨의 이 언사에 당시 故 박노갑 작가의 미망인 되는, 남측의 임순악(任㝇㓵, 1910년 5월 3일~2006년 5월 30일) 여사는 뒤늦게 슬퍼하면서 '아무리 적어도 서기 2000년도까지는 네 아버지가 족히 살아 있는 줄 알았는데...'라며 말끝을 흐렸다. 그리고 두달후 故 임순악 씨도 2006년 5월 30일 노환으로 인해 대한민국의 경기도의 수원의 장안구의 자택에서 향년 97세를 일기로 하세했다.

## 주요 작품

### 소설

#### 1933년
- <안해> 조선중앙일보

#### 1934년
- <금가락지> 조선중앙일보
- <홍수> 조선중앙일보

#### 1935년
- <봄> 중앙
- <방> 중앙
- <박선생> 조선중앙일보

#### 1936년
- <마을의 이동>-중편. 조선중앙일보
- 《춘보의 득실》 조선문학

#### 1937년
- 《꿀》 여성

#### 1938년
- <꿈> 여성
- <이랑이> 조선일보
- <고양이> 조선일보

#### 1939년
- <삼인행> 문장
- <추풍인> 인문평론

#### 1940년
- <무가> 인문평론
- <浪浪>_ 중편. 동아일보
- <포설> 인문평론

#### 1941년
- <묘지> 문장
- <백년금일> 문장
- <눈오던 날 밤> 인문평론

#### 1946년
- <환>대조
- <역사>개벽(복간)
- <갈매기>문학

#### 1948년
- [사십년]-장편